# Alexandre Poço
Alexandre Damasceno da Silva Poço (4 de julho de 1992) é um deputado e político português, natural de Oeiras. Atualmente, assume as funções de deputado à Assembleia da República vice-presidente do Partido Social Democrata e vice-presidente do grupo parlamentar do Partido Social Democrata. Foi entre 2020 e 2024, Presidente da Juventude Social Democrata. Possui um mestrado em Gestão. Foi eleito para o Parlamento pela primeira vez na XIV legislatura.

### Primeiros Anos e Educação
Alexandre Poço cresceu em Oeiras, onde completou a sua educação básica. Esteve ativamente envolvido em atividades comunitárias, incluindo os escuteiros de Paço de Arcos e o grupo de jovens da paróquia de Porto Salvo, onde serviu como acólito até aos 16 anos. Também praticou desporto, jogando futebol nas equipas juvenis do Atlético Clube de Porto Salvo entre os 8 e os 15 anos.
Em 2010, ingressou no ensino superior, obtendo uma licenciatura em Comunicação pela Faculdade de Ciências Sociais e Humanas da Universidade Nova de Lisboa, concluída em 2013. Prosseguiu os estudos com um mestrado em Gestão pela Nova School of Business and Economics, que completou em 2015.

### Carreira Profissional
Iniciou a sua carreira profissional em 2014 como estagiário de verão na área de Gestão de Risco do Banco Santander Totta. Entre setembro de 2014 e outubro de 2019, trabalhou na consultora PwC (PricewaterhouseCoopers) como Consultor Sénior em Estratégia e Corporate Finance, liderando projetos de consultoria financeira e estratégica para clientes em Portugal, Angola e Cabo Verde.

### Carreira Política
A sua participação política começou em 2009, quando se filiou à Juventude Social Democrata (JSD), a estrutura jovem do PSD. Ocupou diversos cargos de liderança na organização, incluindo Presidente da JSD Oeiras (2013–2016) e Presidente da Distrital de Lisboa da JSD (2016–2020). Em abril de 2018, foi eleito Vice-Presidente da Comissão Política Nacional da JSD, e em 26 de julho de 2020 assumiu a presidência da JSD, cargo que exerceu até 23 de junho de 2024.
Nas eleições autárquicas de 2017, foi o candidato da coligação PSD/CDS-PP/PPM à presidência da Junta de Freguesia de Porto Salvo, em Oeiras, tendo sido eleito membro da Assembleia de Freguesia. Nas eleições autárquicas de 2021, foi o candidato do PSD à presidência da Câmara Municipal de Oeiras.
 Foi eleito para o Parlamento pela primeira vez na XIV legislatura, em 2019, tendo representado Portugal em fóruns internacionais, contribuindo para discussões sobre políticas de juventude e relações internacionais. Em outubro de 2024, foi eleito Vice-Presidente do PSD, desempenhando um papel importante na definição estratégica e no desenvolvimento de políticas do partido.